# Dextro Energy

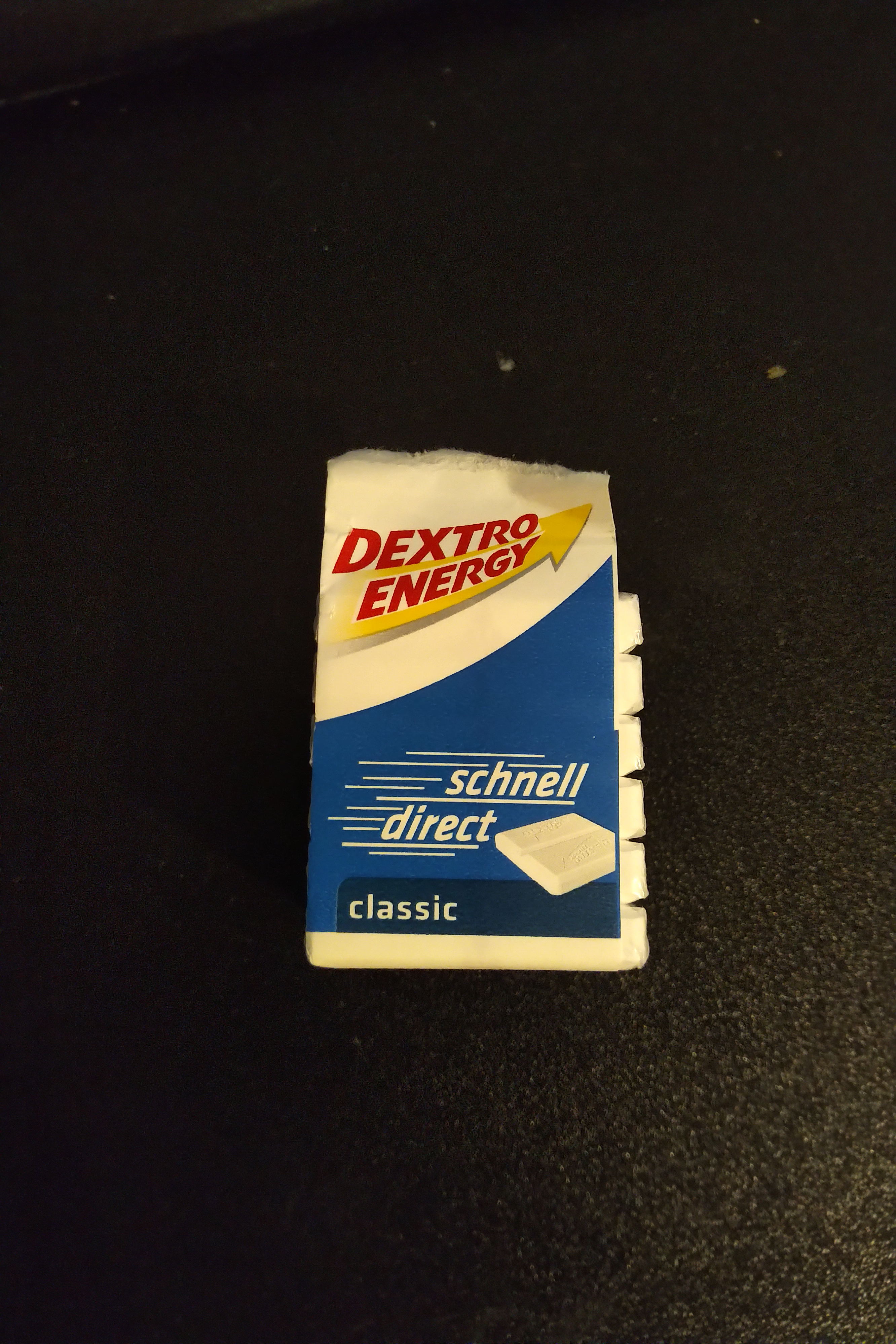
Dextro Energy

Dextro Energy GmbH & Co. KG ist ein deutsches Unternehmen in der Lebensmittelwirtschaft. Dextro Energy (bis 2002 Dextro Energen) ist ebenso der Name des Hauptproduktes dieser Firma.
Das Unternehmen hat seinen Sitz in Krefeld und gehört seit 2005 zur Zertus GmbH in Hamburg. Unter dem gleichlautenden Markennamen stellt dieses fast vollständig aus Dextrose (Glukose) bestehende Produkte in unterschiedlichen Formaten her. Neben dem Zucker sind noch zusätzlich Aromen und andere Lebensmittelzusatzstoffe enthalten. Die in den Produkten enthaltenen Trennmittel verwenden Magnesiumsalze von Speisefettsäuren (E 470b).

## Geschichte
Die Geschichte der Firma beginnt im Jahr 1927 mit einem weißen Dextrosepulver, das unter den Namen Dextrose Purum oder Nährzucker von der Deutschen Maizena GmbH (später Deutsche Maizena Werke AG) hergestellt wurde und der Vertrieb über die Apotheken erfolgte. Die Deutsche Maizena war eine Tochtergesellschaft der US-amerikanischen Corn Products Refining Corporation (CPC) und wurde 1998 in Bestfoods umbenannt und 2000 in den niederländischen Unilever-Konzern integriert. 1929 wurde für Saccharum amylaceum purum, ein Präparat bestehend Hydratdextrose (C6H12O6 · H2O) mit 99,9 Dextrose in der Trockenmasse, der Markenname Dextropur etabliert und von Ärzten als Kräftigungsmittel verschrieben. 1935 erfolgte die Markteinführung von Dextro Energen in Würfelform und wurde werbewirksam als „offizielle Wettkampfverpflegung“ bei den Olympischen Sommerspielen 1936 in Berlin und bei den Olympischen Sommerspielen 1972 in München, vermarktet. 2002 wurde der Markenname in das englischsprachige Dextro Energy umbenannt.
Am 5. März 2005 verkaufte der niederländische Lebensmittelkonzern Unilever das Unternehmen an das Hamburger Zuckerunternehmen Zertus GmbH (bis 2002 Firmierung als Zuckerraffinerie Tangermünde Fr. Meyers Sohn GmbH). 2005 waren rund 160 Mitarbeiter bei Dextro Energy beschäftigt und erwirtschafteten einen geschätzten Umsatz von bis zu 30 Millionen Euro.

## Kritik
Im Februar 2016 konnte das deutsche Verbraucher-Magazin Öko-Test bei der Untersuchung des Energierriegels Dextro Energy Sport-Snack Chocolate Chlorat feststellen. Das Unternehmen überprüfte daraufhin die gesamten eingesetzten Reinigungs- und Desinfektionsmittel und alle Rohstoffe und führte die Kontamination eindeutig auf den Rohstoff Sojaprotein-Crispies zurück. Zudem konnten bei den Crispies zwei verschiedene, gentechnisch veränderte Sojasorten festgestellt werden.
Am 16. März 2016 bestätigte der Gerichtshof der Europäischen Union (EuG) in Luxemburg eine Entscheidung der EU-Kommission, wonach Dextro Energy keine gesundheitsbezogenen Angaben hinsichtlich des Verzehrs von Glucose machen darf (Urteil vom 16. März 2016, Az. T-100/15). Die Anmeldung von gesundheitsbezogenen Angaben wie "Glucose unterstützt die körperliche Betätigung", "Glucose trägt zu einem normalen Energiegewinnungsstoffwechsel bei körperlicher Betätigung bei" oder "Glucose trägt zu einer normalen Muskelfunktion bei körperlicher Betätigung bei", gestattete die Kommission nicht, da sie hierin ein "widersprüchliches und verwirrendes Signal an die Verbraucher" erkannte. Durch die Angaben werde zum Verzehr von Zucker aufgerufen, obwohl "nationale und internationale Behörden [...] eine Verringerung des Verzehrs empföhlen".